# Lecane hornemanni
Lecane hornemanni är en hjuldjursart som först beskrevs av Ehrenberg 1834.  Lecane hornemanni ingår i släktet Lecane och familjen Lecanidae. Inga underarter finns listade i Catalogue of Life.